# Braune Rajah-Ratte

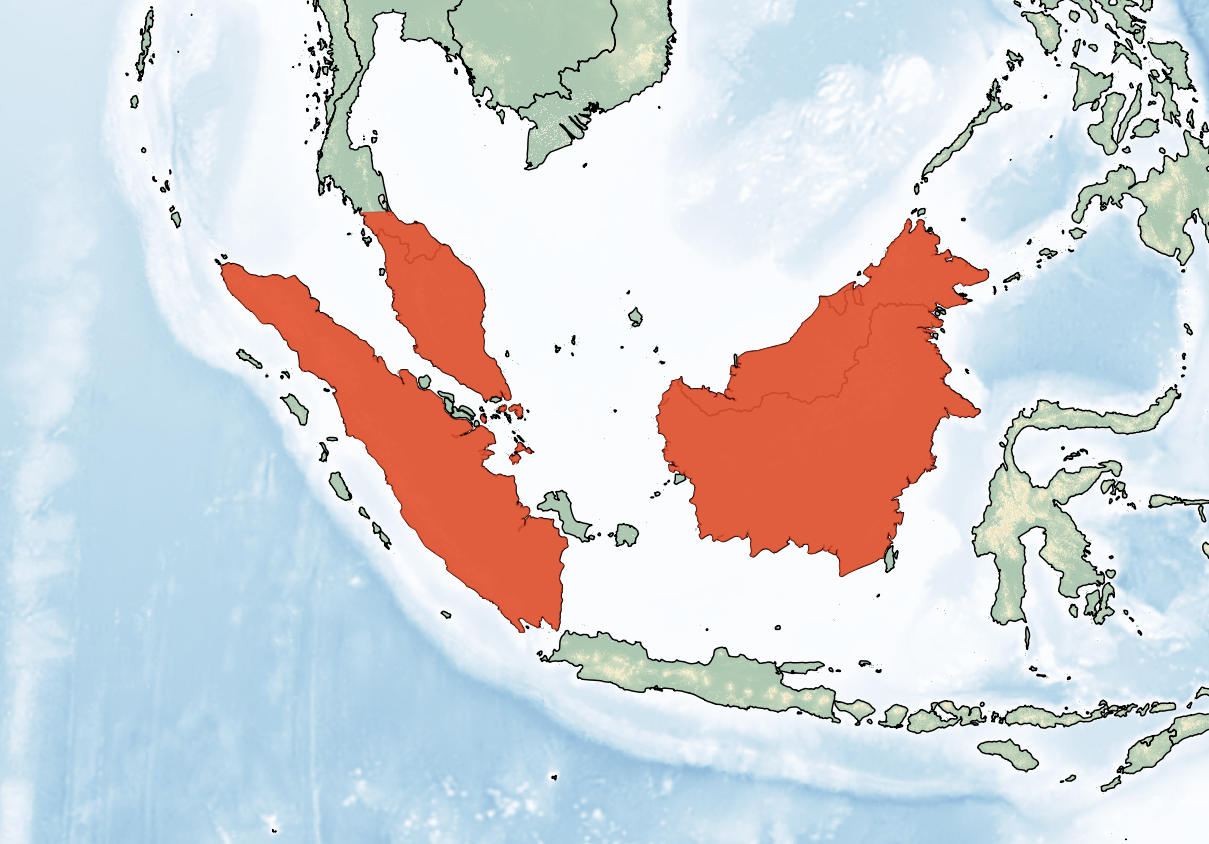
Verbreitungsgebiet der Braunen Rajah-Ratte

Die Braune Rajah-Ratte (Maxomys rajah) ist ein in Südostasien verbreitetes Nagetier in der Unterfamilie der Altweltmäuse.

## Taxonomie
Die Populationen wurden anfänglich mit der Roten Rajah-Ratte (Maxomys surifer) zu einer Art zusammengefasst. Studien in den 1970er und 1990er Jahren wiesen nach, dass beide nicht identisch sind. Der nächste Verwandte dieser Art ist die Pagai-Rajah-Ratte (Maxomys pagensis). Beide bilden zusammen mit der Palawan-Rajah-Ratte (Maxomys panglima) eine Entwicklungslinie.

## Merkmale
Mit einer Kopf-Rumpf-Länge von 166 bis 226 mm, einer Schwanzlänge von 162 bis 210 mm und einem Gewicht von 95 bis 220 g ist die Braune Rajah-Ratte ein großes Nagetier. Es sind 35 bis 43 mm lange Hinterfüße und 21 bis 24 mm lange Ohren vorhanden. Die Oberseite ist mit einem kurzen Fell bedeckt, das mit vielen Stacheln durchsetzt ist. Das braune, rotbraune oder orangebraune Fell ist am Hinterteil am dunkelsten sowie an den Körperseiten am hellsten. Auf der Mitte der weißen Unterseite befindet sich ein dunkelbrauner Strich. Bei Jungtieren geht das dunkelbraune Fell der Oberseite in eine graue Tönung an den Seiten und danach in das weiße Fell der Unterseite über. Diese können ohne genetische Untersuchungen nicht von Jungtieren ähnliche Gattungsvertreter unterschieden werden. Typisch für den Kopf sind dunkelbraune Ohren und lange dunkle Vibrissen. Der Schwanz ist ebenfalls in eine schwarzbraune Oberseite und eine weiße Unterseite aufgeteilt. Von den paarig angeordneten Zitzen der Weibchen liegen vier auf der Brust, zwei mit etwas Abstand dahinter und zwei im Leistenbereich. Der diploide Chromosomensatz enthält 36 Chromosomen (2n=36).

## Verbreitung
Die Braune Rajah-Ratte ist auf der südlichen Malaiischen Halbinsel, auf Borneo, auf Sumatra sowie auf mehreren kleinen Inseln der Region verbreitet. Sie lebt im Flachland und in Gebirgen bis 1100 Meter Höhe. Die Exemplare halten sich vorwiegend in ursprünglichen immergrünen Wäldern auf und besuchen selten Sekundärwälder. Funde in Ölpalmenplantagen sind vermutlich aus Wäldern verschleppte Individuen.

## Lebensweise
Dieses nachtaktive Nagetier gräbt ein bis zu 2 Meter tiefes Nest mit ein bis zwei Eingängen, an dessen Ende sich eine Kammer befindet. Es bewegt sich auf dem Grund und nutzt selten natürliche Hohlräume zwischen Wurzeln oder in umgestürzten Bäumen. Die Reviere sind 200 bis 1400 m² groß und überlappen sich selten und dann nur zwischen Exemplaren unterschiedlichen Geschlechts. Andererseits tolerieren die Individuen Vertreter der Whitehead-Rajah-Ratte (Maxomys whiteheadi) in ihrem Territorium. Bei gutem Nahrungszugang erhöht sich die Population rasant. Zur Nahrung zählen verschiedene Pflanzenteile, wie Früchte und Gliedertiere. Die Fortpflanzung erfolgt zwischen Männchen und Weibchen deren Reviere aneinanderstoßen oder überlappen.

## Gefährdung
Die Umwandlung der Wälder in Ackerflächen lassen den Bestand abnehmen. Laut Schätzungen nahm die Gesamtpopulation in den zehn Jahren (drei Generationen) vor 2016 mit etwa 30 Prozent ab. Im Verbreitungsgebiet befinden sich verschiedene Schutzzonen. Die IUCN listet die Art als gefährdet (vulnerable).